# Hippodamia washingtoni
Hippodamia washingtoni – gatunek chrząszcza z rodziny biedronkowatych.
Gatunek ten opisany został po raz pierwszy w 1939 roku przez Philipa Huntera Timberlake’a. Jako miejsce typowe wskazano Longmire Spring na stokach Mount Rainier.
Chrząszcz o wydłużonym i lekko przypłaszczonym ciele długości od 5,4 do 6,7 mm i szerokości od 3,25 do 4 mm. Głowa jest błyszcząca, niegęsto punktowana i słabo pomarszczona. Ubarwiona jest czarno z poprzeczną plamką jasnej barwy. Przedplecze jest czarne z jasnym obrzeżeniem krawędzi przedniej i bocznych, pozbawione dodatkowych jasnych plamek. Pokrywy są jaskrawo pomarańczowe lub czerwone z czarnym nakrapianiem. Kropki zwykle są odseparowane, ale mogą się trochę zlewać lub zanikać; kropki wierzchołkowe są wolne lub połączone. Epimeryty śródtułowia są w całości ubarwione czarno.
Zarówno larwy, jak i imagines są drapieżnikami żerującymi na mszycach (afidofagia).
Owad nearktyczny, rozprzestrzeniony od kanadyjskiej Kolumbii Brytyjskiej po amerykańskie stany Waszyngton, Idaho i Oregon.